# Coppa del Mondo di sci alpino 1996
La Coppa del Mondo di sci alpino 1996 fu la trentesima edizione della manifestazione organizzata dalla Federazione Internazionale Sci; ebbe inizio il 12 novembre 1995 a Tignes, in Francia, e si concluse il 10 marzo 1996 a Hafjell, in Norvegia. Nel corso della stagione si tennero in Sierra Nevada i Campionati mondiali di sci alpino 1996, non validi ai fini della Coppa del Mondo, il cui calendario contemplò dunque un'interruzione nel mese di febbraio.
In campo maschile furono disputate 35 gare (9 discese libere, 6 supergiganti, 9 slalom giganti, 9 slalom speciali, 2 combinate), in 21 diverse località. Il norvegese Lasse Kjus si aggiudicò la Coppa del Mondo generale; il francese Luc Alphand vinse la Coppa di discesa libera, il norvegese Atle Skårdal quella di supergigante, lo svizzero Michael von Grünigen quella di slalom gigante e il francese Sébastien Amiez quella di slalom speciale. L'italiano Alberto Tomba era il detentore uscente della Coppa generale.
In campo femminile furono disputate 34 gare (9 discese libere, 7 supergiganti, 7 slalom giganti, 10 slalom speciali, 1 combinata), in 14 diverse località. La tedesca Katja Seizinger si aggiudicò sia la Coppa del Mondo generale, sia quella di supergigante; la statunitense Picabo Street vinse la Coppa di discesa libera, la tedesca Martina Ertl quella di slalom gigante e l'austriaca Elfi Eder quella di slalom speciale. La svizzera Vreni Schneider era la detentrice uscente della Coppa generale.

## Uomini

### Risultati
| Data             | Località               | Nazione     | Pista            | Spec. | Primo                | Secondo                     | Terzo                  |
| ---------------- | ---------------------- | ----------- | ---------------- | ----- | -------------------- | --------------------------- | ---------------------- |
| 12 novembre 1995 | Tignes                 | Francia     | Double M         | GS    | Michael von Grünigen | Lasse Kjus                  | Urs Kälin              |
| 17 novembre 1995 | Beaver Creek           | Stati Uniti | Birds of Prey    | GS    | Michael von Grünigen | Lasse Kjus                  | Urs Kälin              |
| 19 novembre 1995 | Beaver Creek           | Stati Uniti | Birds of Prey    | SL    | Michael Tritscher    | Sébastien Amiez             | Alberto Tomba          |
| 25 novembre 1995 | Park City              | Stati Uniti | C.B.'s Run       | GS    | Michael von Grünigen | Lasse Kjus                  | Hans Knauß             |
| 26 novembre 1995 | Park City              | Stati Uniti | C.B.'s Run       | SL    | Andrej Miklavc       | Christian Mayer             | Fabio De Crignis       |
| 1º dicembre 1995 | Vail                   | Stati Uniti |                  | DH    | Luc Alphand          | Lasse Kjus                  | Patrick Ortlieb        |
| 2 dicembre 1995  | Vail                   | Stati Uniti |                  | SG    | Lasse Kjus           | Richard Kröll               | Pietro Vitalini        |
| 9 dicembre 1995  | Val-d'Isère            | Francia     | Oreiller-Killy   | DH    | Luc Alphand          | Roland Assinger             | Hannes Trinkl          |
| 10 dicembre 1995 | Val-d'Isère            | Francia     | Oreiller-Killy   | SG    | Atle Skårdal         | Lasse Kjus                  | Hans Knauß             |
| 16 dicembre 1995 | Val Gardena            | Italia      | Saslong          | DH    | Patrick Ortlieb      | Xavier Gigandet             | Luc Alphand            |
| 17 dicembre 1995 | Alta Badia             | Italia      | Gran Risa        | GS    | Hans Knauß           | Michael von Grünigen        | Alberto Tomba          |
| 19 dicembre 1995 | Madonna di Campiglio   | Italia      | 3-Tre            | SL    | Alberto Tomba        | Yves Dimier                 | Konrad Kurt Ladstätter |
| 21 dicembre 1995 | Kranjska Gora          | Slovenia    | Podkoren         | GS    | Lasse Kjus           | Michael von Grünigen        | Mario Reiter           |
| 22 dicembre 1995 | Kranjska Gora          | Slovenia    | Podkoren         | SL    | Alberto Tomba        | Jure Košir                  | Sébastien Amiez        |
| 29 dicembre 1995 | Bormio                 | Italia      | Stelvio          | DH    | Lasse Kjus           | Andreas Schifferer          | Ed Podivinsky          |
| 6 gennaio 1996   | Flachau                | Austria     | Griessenkar      | GS    | Urs Kälin            | Alberto Tomba               | Michael von Grünigen   |
| 7 gennaio 1996   | Flachau                | Austria     | Griessenkar      | SL    | Alberto Tomba        | Mario Reiter                | Jure Košir             |
| 13 gennaio 1996  | Kitzbühel              | Austria     | Streif           | DH    | Günther Mader        | Luc Alphand                 | Peter Runggaldier      |
| 14 gennaio 1996  | Kitzbühel              | Austria     | Ganslern         | SL    | Thomas Sykora        | Alberto Tomba               | Jure Košir             |
| 14 gennaio 1996  | Kitzbühel              | Austria     | Streif Ganslern  | KB    | Günther Mader        | Hans Knauß                  | Bruno Kernen           |
| 16 gennaio 1996  | Adelboden              | Svizzera    | Chuenisbärgli    | GS    | Michael von Grünigen | Urs Kälin                   | Tom Stiansen           |
| 19 gennaio 1996  | Veysonnaz              | Svizzera    | Piste de l'Ours  | DH    | Bruno Kernen         | William Besse               | Daniel Mahrer          |
| 20 gennaio 1996  | Veysonnaz              | Svizzera    | Piste de l'Ours  | DH    | Bruno Kernen         | Luc Alphand Patrick Ortlieb |                        |
| 21 gennaio 1996  | Veysonnaz              | Svizzera    | Piste de l'Ours  | SL    | Sébastien Amiez      | Rene Mlekuž                 | Thomas Sykora          |
| 21 gennaio 1996  | Veysonnaz              | Svizzera    | Piste de l'Ours  | KB    | Marc Girardelli      | Günther Mader               | Kjetil André Aamodt    |
| 23 gennaio 1996  | Valloire               | Francia     | La Marmotte      | SG    | Hans Knauß           | Atle Skårdal                | Fredrik Nyberg         |
| 27 gennaio 1996  | Sestriere              | Italia      | Kandahar Slalom  | SL    | Mario Reiter         | Thomas Sykora               | Thomas Stangassinger   |
| 2 febbraio 1996  | Garmisch-Partenkirchen | Germania    | Kandahar         | DH    | Luc Alphand          | Brian Stemmle               | Peter Runggaldier      |
| 5 febbraio 1996  | Garmisch-Partenkirchen | Germania    | Kandahar         | SG    | Werner Perathoner    | Luc Alphand                 | Patrick Wirth          |
| 10 febbraio 1996 | Hinterstoder           | Austria     | Wertung          | GS    | Michael von Grünigen | Urs Kälin                   | Mario Reiter           |
| 3 marzo 1996     | Hakuba                 | Giappone    | Olympic Course I | SG    | Peter Runggaldier    | Atle Skårdal                | Hans Knauß             |
| 6 marzo 1996     | Kvitfjell              | Norvegia    | Olympiabakken    | DH    | Lasse Kjus           | Günther Mader               | Kristian Ghedina       |
| 7 marzo 1996     | Kvitfjell              | Norvegia    | Olympiabakken    | SG    | Kjetil André Aamodt  | Luc Alphand                 | Lasse Kjus             |
| 9 marzo 1996     | Hafjell                | Norvegia    | Olympialoypa     | GS    | Urs Kälin            | Tom Stiansen                | Christophe Saioni      |
| 10 marzo 1996    | Hafjell                | Norvegia    | Olympialoypa     | SL    | Thomas Sykora        | Sébastien Amiez             | Jure Košir             |

Legenda:

DH = discesa libera

SG = supergigante

GS = slalom gigante

SL = slalom speciale

KB = combinata

### Classifiche

#### Generale

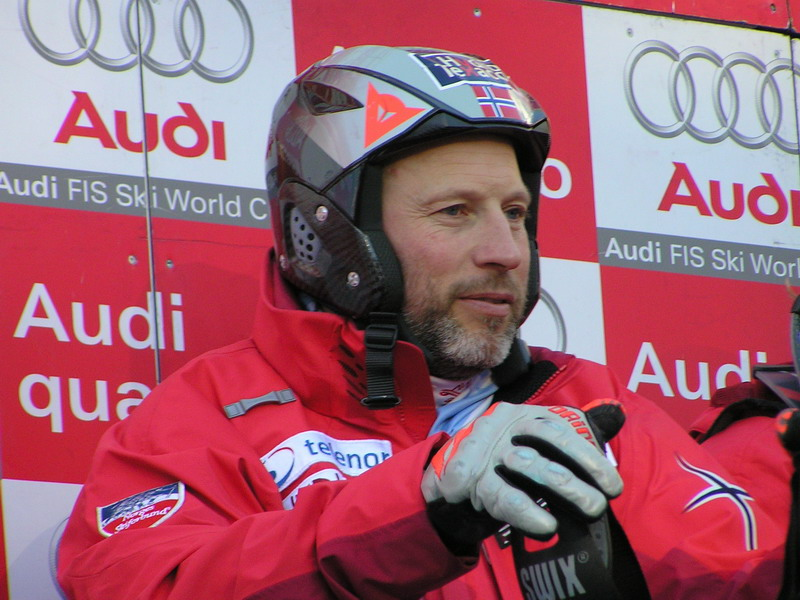
Lasse Kjus nel 2006

| Pos. | Nome                 | Nazione  | Punti |
| ---- | -------------------- | -------- | ----- |
| 1    | Lasse Kjus           | Norvegia | 1216  |
| 2    | Günther Mader        | Austria  | 991   |
| 3    | Michael von Grünigen | Svizzera | 880   |
| 4    | Luc Alphand          | Francia  | 839   |
| 5    | Alberto Tomba        | Italia   | 766   |
| 6    | Hans Knauß           | Austria  | 748   |
| 7    | Fredrik Nyberg       | Svezia   | 673   |
| 8    | Mario Reiter         | Austria  | 667   |
| 9    | Urs Kälin            | Svizzera | 601   |
| 10   | Kjetil André Aamodt  | Norvegia | 560   |

#### Discesa libera
| Pos. | Nome            | Nazione  | Punti |
| ---- | --------------- | -------- | ----- |
| 1    | Luc Alphand     | Francia  | 577   |
| 2    | Günther Mader   | Austria  | 407   |
| 3    | Patrick Ortlieb | Austria  | 359   |
| 4    | Lasse Kjus      | Norvegia | 343   |
| 5    | Bruno Kernen    | Svizzera | 325   |

#### Supergigante
| Pos. | Nome              | Nazione  | Punti |
| ---- | ----------------- | -------- | ----- |
| 1    | Atle Skårdal      | Norvegia | 312   |
| 2    | Hans Knauß        | Austria  | 267   |
| 3    | Lasse Kjus        | Norvegia | 264   |
| 4    | Luc Alphand       | Francia  | 262   |
| 5    | Peter Runggaldier | Italia   | 239   |

#### Slalom gigante
| Pos. | Nome                 | Nazione  | Punti |
| ---- | -------------------- | -------- | ----- |
| 1    | Michael von Grünigen | Svizzera | 738   |
| 2    | Urs Kälin            | Svizzera | 601   |
| 3    | Lasse Kjus           | Norvegia | 475   |
| 4    | Fredrik Nyberg       | Svezia   | 338   |
| 5    | Hans Knauß           | Austria  | 306   |

#### Slalom speciale
| Pos. | Nome            | Nazione  | Punti |
| ---- | --------------- | -------- | ----- |
| 1    | Sébastien Amiez | Francia  | 539   |
| 2    | Alberto Tomba   | Italia   | 490   |
| 3    | Thomas Sykora   | Austria  | 446   |
| 4    | Mario Reiter    | Austria  | 384   |
| 5    | Jure Košir      | Slovenia | 381   |

#### Combinata
Nel 1996 fu anche stilata la classifica della combinata, sebbene non venisse assegnato alcun trofeo al vincitore.
| Pos. | Nome               | Nazione     | Punti |
| ---- | ------------------ | ----------- | ----- |
| 1    | Günther Mader      | Austria     | 180   |
| 2    | Marc Girardelli    | Lussemburgo | 100   |
| 3    | Alessandro Fattori | Italia      | 90    |
| 4    | Hans Knauß         | Austria     | 80    |
| 5    | Kristian Ghedina   | Italia      | 76    |

## Donne

### Risultati
| Data             | Località                | Nazione     | Pista                  | Spec. | Prima                 | Seconda               | Terza                        |
| ---------------- | ----------------------- | ----------- | ---------------------- | ----- | --------------------- | --------------------- | ---------------------------- |
| 16 novembre 1995 | Vail                    | Stati Uniti |                        | SG    | Martina Ertl          | Katja Seizinger       | Isolde Kostner               |
| 18 novembre 1995 | Vail                    | Stati Uniti |                        | SL    | Elfi Eder             | Marianne Kjørstad     | Gabriela Zingre-Graf         |
| 3 dicembre 1995  | Lake Louise             | Canada      | Men's Olympic Downhill | DH    | Picabo Street         | Katja Seizinger       | Varvara Zelenskaja           |
| 7 dicembre 1995  | Val-d'Isère             | Francia     | Oreiller-Killy         | SG    | Alexandra Meissnitzer | Heidi Zeller-Bähler   | Mojca Suhadolc               |
| 8 dicembre 1995  | Val-d'Isère             | Francia     | Oreiller-Killy         | GS    | Martina Ertl          | Mojca Suhadolc        | Alexandra Meissnitzer        |
| 15 dicembre 1995 | Sankt Anton am Arlberg  | Austria     |                        | DH    | Katja Seizinger       | Heidi Zurbriggen      | Alexandra Meissnitzer        |
| 16 dicembre 1995 | Sankt Anton am Arlberg  | Austria     |                        | DH    | Michaela Dorfmeister  | Alexandra Meissnitzer | Renate Götschl Picabo Street |
| 17 dicembre 1995 | Sankt Anton am Arlberg  | Austria     |                        | SL    | Elfi Eder             | Urška Hrovat          | Katja Koren                  |
| 17 dicembre 1995 | Sankt Anton am Arlberg  | Austria     |                        | KB    | Anita Wachter         | Ingeborg Helen Marken | Hilde Gerg                   |
| 20 dicembre 1995 | Veysonnaz               | Svizzera    | Piste de l'Ours        | SG    | Alexandra Meissnitzer | Heidi Zurbriggen      | Michaela Dorfmeister         |
| 21 dicembre 1995 | Veysonnaz               | Svizzera    | Piste de l'Ours        | GS    | Martina Ertl          | Sabina Panzanini      | Anita Wachter                |
| 22 dicembre 1995 | Veysonnaz               | Svizzera    | Piste de l'Ours        | SL    | Pernilla Wiberg       | Urška Hrovat          | Kristina Andersson           |
| 29 dicembre 1995 | Semmering               | Austria     | Hirschenkogel          | SL    | Pernilla Wiberg       | Karin Roten           | Elfi Eder                    |
| 30 dicembre 1995 | Semmering               | Austria     | Hirschenkogel          | SL    | Elfi Eder             | Marianne Kjørstad     | Kristina Andersson           |
| 5 gennaio 1996   | Maribor                 | Slovenia    | Pohorje                | GS    | Martina Ertl          | Deborah Compagnoni    | Katja Seizinger              |
| 6 gennaio 1996   | Maribor                 | Slovenia    | Pohorje                | GS    | Katja Seizinger       | Sonja Nef             | Martina Ertl                 |
| 7 gennaio 1996   | Maribor                 | Slovenia    | Radvanje               | SL    | Kristina Andersson    | Elfi Eder             | Claudia Riegler              |
| 13 gennaio 1996  | Garmisch-Partenkirchen  | Germania    | Kandahar               | SG    | Katja Seizinger       | Martina Ertl          | Alexandra Meissnitzer        |
| 14 gennaio 1996  | Garmisch-Partenkirchen  | Germania    | Gudiberg               | SL    | Urška Hrovat          | Elfi Eder             | Roberta Serra                |
| 19 gennaio 1996  | Cortina d'Ampezzo       | Italia      | Olimpia delle Tofane   | DH    | Picabo Street         | Pernilla Wiberg       | Isolde Kostner               |
| 20 gennaio 1996  | Cortina d'Ampezzo       | Italia      | Olimpia delle Tofane   | DH    | Isolde Kostner        | Picabo Street         | Renate Götschl               |
| 21 gennaio 1996  | Cortina d'Ampezzo       | Italia      | Olimpia delle Tofane   | GS    | Anita Wachter         | Erika Hansson         | Katja Seizinger              |
| 26 gennaio 1996  | Sestriere               | Italia      | Kandahar Slalom        | SL    | Sonja Nef             | Marlies Oester        | Pernilla Wiberg              |
| 28 gennaio 1996  | Saint-Gervais-les-Bains | Francia     |                        | SL    | Claudia Riegler       | Karin Roten           | Pernilla Wiberg              |
| 2 febbraio 1996  | Val-d'Isère             | Francia     | Oreiller-Killy         | SG    | Katja Seizinger       | Renate Götschl        | Hilde Gerg                   |
| 3 febbraio 1996  | Val-d'Isère             | Francia     | Oreiller-Killy         | DH    | Katja Seizinger       | Picabo Street         | Isolde Kostner               |
| 4 febbraio 1996  | Val-d'Isère             | Francia     | Oreiller-Killy         | SG    | Katja Seizinger       | Isolde Kostner        | Renate Götschl               |
| 29 febbraio 1996 | Narvik                  | Norvegia    | Fjellheimloypa         | DH    | Picabo Street         | Varvara Zelenskaja    | Heidi Zurbriggen             |
| 1º marzo 1996    | Narvik                  | Norvegia    | Fjellheimloypa         | DH    | Varvara Zelenskaja    | Picabo Street         | Heidi Zurbriggen             |
| 2 marzo 1996     | Narvik                  | Norvegia    | Fjellheimloypa         | GS    | Deborah Compagnoni    | Sabina Panzanini      | Isolde Kostner               |
| 6 marzo 1996     | Kvitfjell               | Norvegia    | Olympiabakken          | DH    | Heidi Zurbriggen      | Isolde Kostner        | Katja Seizinger              |
| 7 marzo 1996     | Kvitfjell               | Norvegia    | Olympiabakken          | SG    | Ingeborg Helen Marken | Katja Seizinger       | Isolde Kostner               |
| 9 marzo 1996     | Hafjell                 | Norvegia    | Olympialoypa           | GS    | Katja Seizinger       | Martina Ertl          | Alexandra Meissnitzer        |
| 10 marzo 1996    | Hafjell                 | Norvegia    | Olympialoypa           | SL    | Karin Roten           | Pernilla Wiberg       | Marianne Kjørstad            |

Legenda:

DH = discesa libera

SG = supergigante

GS = slalom gigante

SL = slalom speciale

KB = combinata

### Classifiche

#### Generale
| Pos. | Nome                  | Nazione     | Punti |
| ---- | --------------------- | ----------- | ----- |
| 1    | Katja Seizinger       | Germania    | 1472  |
| 2    | Martina Ertl          | Germania    | 1059  |
| 3    | Anita Wachter         | Austria     | 1044  |
| 4    | Isolde Kostner        | Italia      | 905   |
| 5    | Alexandra Meissnitzer | Austria     | 894   |
| 6    | Picabo Street         | Stati Uniti | 837   |
| 7    | Heidi Zurbriggen      | Svizzera    | 785   |
| 8    | Pernilla Wiberg       | Svezia      | 777   |
| 9    | Michaela Dorfmeister  | Austria     | 727   |
| 10   | Renate Götschl        | Austria     | 594   |

#### Discesa libera
| Pos. | Nome               | Nazione     | Punti |
| ---- | ------------------ | ----------- | ----- |
| 1    | Picabo Street      | Stati Uniti | 640   |
| 2    | Katja Seizinger    | Germania    | 485   |
| 3    | Isolde Kostner     | Italia      | 449   |
| 3    | Heidi Zurbriggen   | Svizzera    | 449   |
| 5    | Varvara Zelenskaja | Russia      | 424   |

#### Supergigante
| Pos. | Nome                  | Nazione  | Punti |
| ---- | --------------------- | -------- | ----- |
| 1    | Katja Seizinger       | Germania | 545   |
| 2    | Alexandra Meissnitzer | Austria  | 374   |
| 3    | Martina Ertl          | Germania | 335   |
| 4    | Isolde Kostner        | Italia   | 291   |
| 5    | Renate Götschl        | Austria  | 267   |

#### Slalom gigante
| Pos. | Nome             | Nazione  | Punti |
| ---- | ---------------- | -------- | ----- |
| 1    | Martina Ertl     | Germania | 485   |
| 2    | Katja Seizinger  | Germania | 410   |
| 3    | Anita Wachter    | Austria  | 371   |
| 4    | Sabina Panzanini | Italia   | 313   |
| 5    | Sonja Nef        | Svizzera | 292   |

#### Slalom speciale
| Pos. | Nome               | Nazione  | Punti |
| ---- | ------------------ | -------- | ----- |
| 1    | Elfi Eder          | Austria  | 580   |
| 2    | Urška Hrovat       | Slovenia | 440   |
| 3    | Pernilla Wiberg    | Svezia   | 414   |
| 4    | Marianne Kjørstad  | Norvegia | 398   |
| 5    | Kristina Andersson | Svezia   | 360   |

#### Combinata
Nel 1995 fu anche stilata la classifica della combinata, sebbene non venisse assegnato alcun trofeo alla vincitrice.
| Pos. | Nome                  | Nazione     | Punti |
| ---- | --------------------- | ----------- | ----- |
| 1    | Anita Wachter         | Austria     | 100   |
| 2    | Ingeborg Helen Marken | Norvegia    | 80    |
| 3    | Hilde Gerg            | Germania    | 60    |
| 4    | Miriam Vogt           | Germania    | 50    |
| 4    | Picabo Street         | Stati Uniti | 45    |